# 美濱核電廠
美濱核電廠（日语：／ Mihama Hatsudensho */?）是日本的一座核電廠，位於福井縣三方郡美濱町，由關西電力管理。

## 歷史
1970年7月29日，1號機反應爐達到臨界、8月8日，大阪府吹田市日本萬國博覧會会場約1萬千瓦試送電。同年11月28日，1號機反應爐開始運轉，為日本第一座由電力公司興建營運的核電廠。
2004年8月9日下午3時半，運轉中的3號機二次冷卻側的一條管線突然破裂，高溫高壓的冷卻水噴出造成當時在渦輪發電機廠房管道間內的11名工作人員灼傷，其中5人死亡。事故原因是直徑55公分的碳鋼管10公釐管壁因長年承受高溫高壓冷卻水的流動而腐蝕到只剩1.4公釐。由於壓水式反應爐的一次與二次冷卻水是分離式設計，因此未造成放射線外洩。此事故為日本的運轉中核電廠首次有人命損失，也是自1999年東海村JCO臨界事故以來，日本核能設施的第二起死亡事故。2015年3月17日，關西電力決定將1號機與2號機廢爐，並於同年的4月27日正式除役；上述2座反應爐則預計在2045年度完成廢爐作業。
2021年4月，福井縣政府同意重啟美濱3號。在原子能管制委員會完成檢查作業後，關西電力於同年6月23日上午啟動該機組，使美濱3號機成為福島第一核電廠事故後日本首座重啟的服役超過40年的核電機組。
2022年8月1日，美滨核电站3号机组内部发生约有7吨含放射性物质的水体泄漏，日本关西电力公司称外界并未造成影响。2025年7月22日，關西電力宣布將恢復暫停長達14年的美濱核電廠地質勘測工作，以評估新建核反應爐的可行性。

## 發電設備
| 編號  | 反應爐形式          | 主承包商                 | 定格電氣出力 | 定格熱出力 | 運轉開始日     | 設備利用率 （2009年度） | 現況                  |
| ----- | ------------------- | ------------------------ | ------------ | ---------- | -------------- | ----------------------- | --------------------- |
| 1号機 | 壓水式反應爐（PWR） | 西屋電氣、三菱原子能工業 | 34萬kW       | 103.1萬kW  | 1970年11月28日 | 73.7%                   | 2015年4月27日起廢爐   |
| 2号機 | 壓水式反應爐（PWR） | 三菱原子能工業           | 50萬kW       | 145.6萬kW  | 1972年7月25日  | 72.8%                   | 2015年4月27日起廢爐   |
| 3号機 | 壓水式反應爐（PWR） | 三菱商事                 | 82.6萬kW     | 244萬kW    | 1976年3月15日  | 75.2%                   | 2021年6月23日重新啟動 |

## 註解
1. ↑  日本首座商用核電廠——東海核電廠是由日本原子能發電公司（日本原子力発電株式会社）興建營運，但該公司並非日本定義的「一般電氣業者」（一般電気事業者）